# Bolsa subtendinosa del músculo subescapular
La Bolsa subtendinosa del músculo subescapular o bursa subcoracoideo o (bursa subcoracoideo de Collas) es una bolsa sinovial situada en el hombro.

Se encuentra por delante del músculo subescapular e inferior a la apófisis coracoides. 

Su función es reducir la fricción entre el coracobraquial, subescapular y cabeza corta del bíceps tendones, lo que facilita la rotación interna y externa del hombro. La bursa subcoracoideo no se comunica con la articulación glenohumeral en circunstancias normales, pero puede comunicarse con el bursa subacromial.